# Catephia leucomelas
Catephia leucomelas là một loài bướm đêm trong họ Erebidae.